# Boone Jenner
Boone Jenner, född 15 juni 1993, är en kanadensisk professionell ishockeyspelare som spelar för Columbus Blue Jackets i NHL.
Han draftades i andra rundan i 2011 års draft av Columbus Blue Jackets som 37:e spelare totalt.